# Revelstoke (Colombie-Britannique)
Pour les articles homonymes, voir Revelstoke.
Revelstoke est une cité (city) de la Colombie-Britannique fondée en 1880. Au recensement de 2006, on y a dénombré une population de 7 230 habitants.

## Démographie
| 2001  | 2006  | 2011  | 2016  |
| ----- | ----- | ----- | ----- |
| 7 500 | 7 230 | 7 139 | 7 547 |

## Climat
| Mois                              | jan.  | fév. | mars | avril | mai  | juin | jui. | août | sep. | oct. | nov.  | déc.  | année |
| --------------------------------- | ----- | ---- | ---- | ----- | ---- | ---- | ---- | ---- | ---- | ---- | ----- | ----- | ----- |
| Température minimale moyenne (°C) | −9    | −7   | −3   | 1     | 5    | 9    | 11   | 11   | 7    | 2    | −2    | −7    | 1,5   |
| Température moyenne (°C)          | −6    | −3   | 1,5  | 7     | 12   | 15,5 | 18   | 17,5 | 12,5 | 6    | 0,5   | −4,5  | 6,42  |
| Température maximale moyenne (°C) | −3    | 1    | 6    | 13    | 19   | 22   | 25   | 24   | 18   | 10   | 3     | −2    | 11,33 |
| Précipitations (mm)               | 109,2 | 86,4 | 66   | 53,3  | 55,9 | 73,7 | 66   | 61   | 66   | 78,7 | 111,8 | 124,5 | 952,5 |

## Musée ferroviaire
Revelstoke héberge un musée ferroviaire ouvert en 1993 qui comporte trois galeries retraçant à l'aide de gravures d'époque, et de matériel ancien l'histoire du chemin de fer Canadien Pacifique.

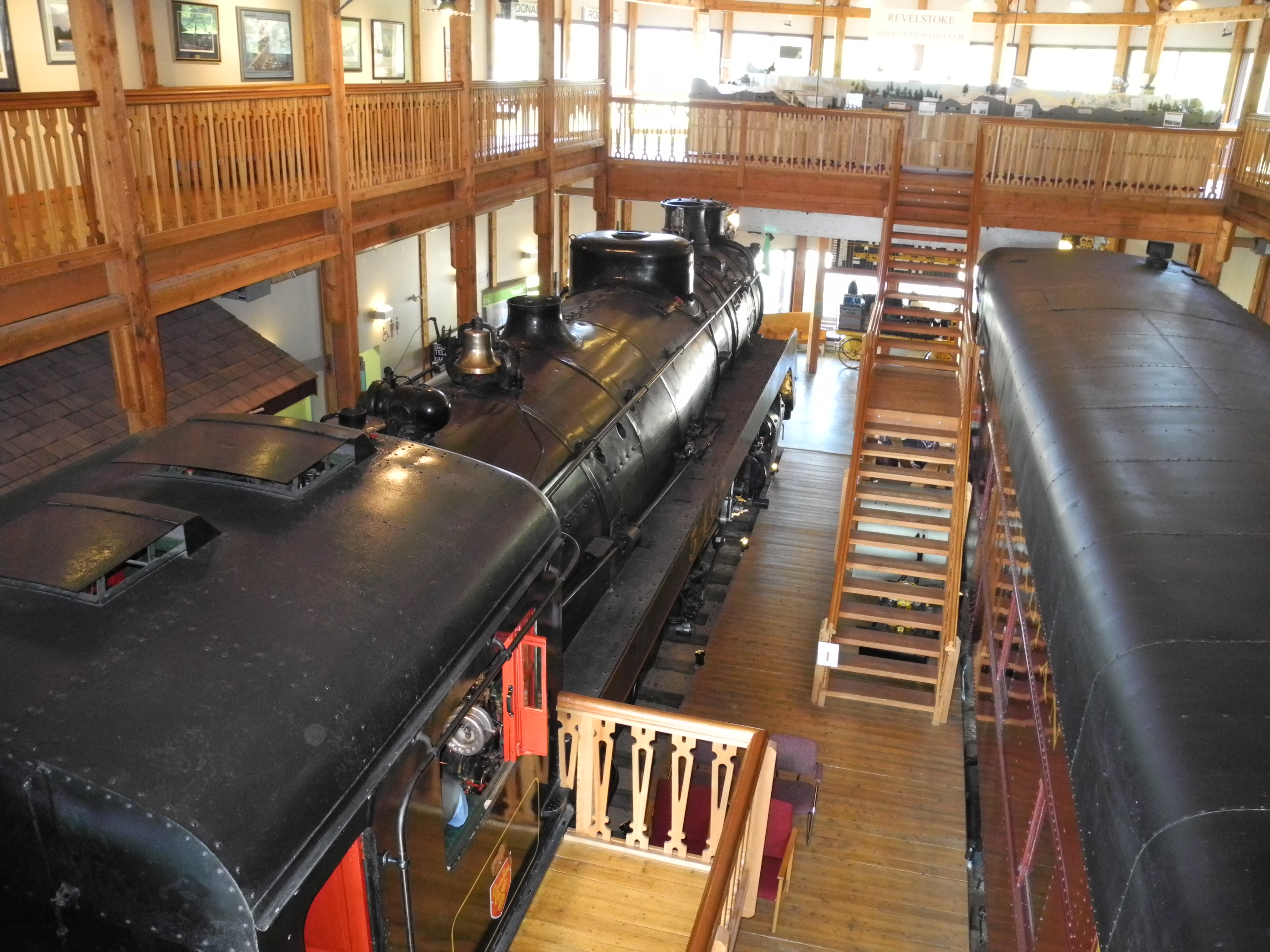
Intérieur du musée ferroviaire de Revelstoke.
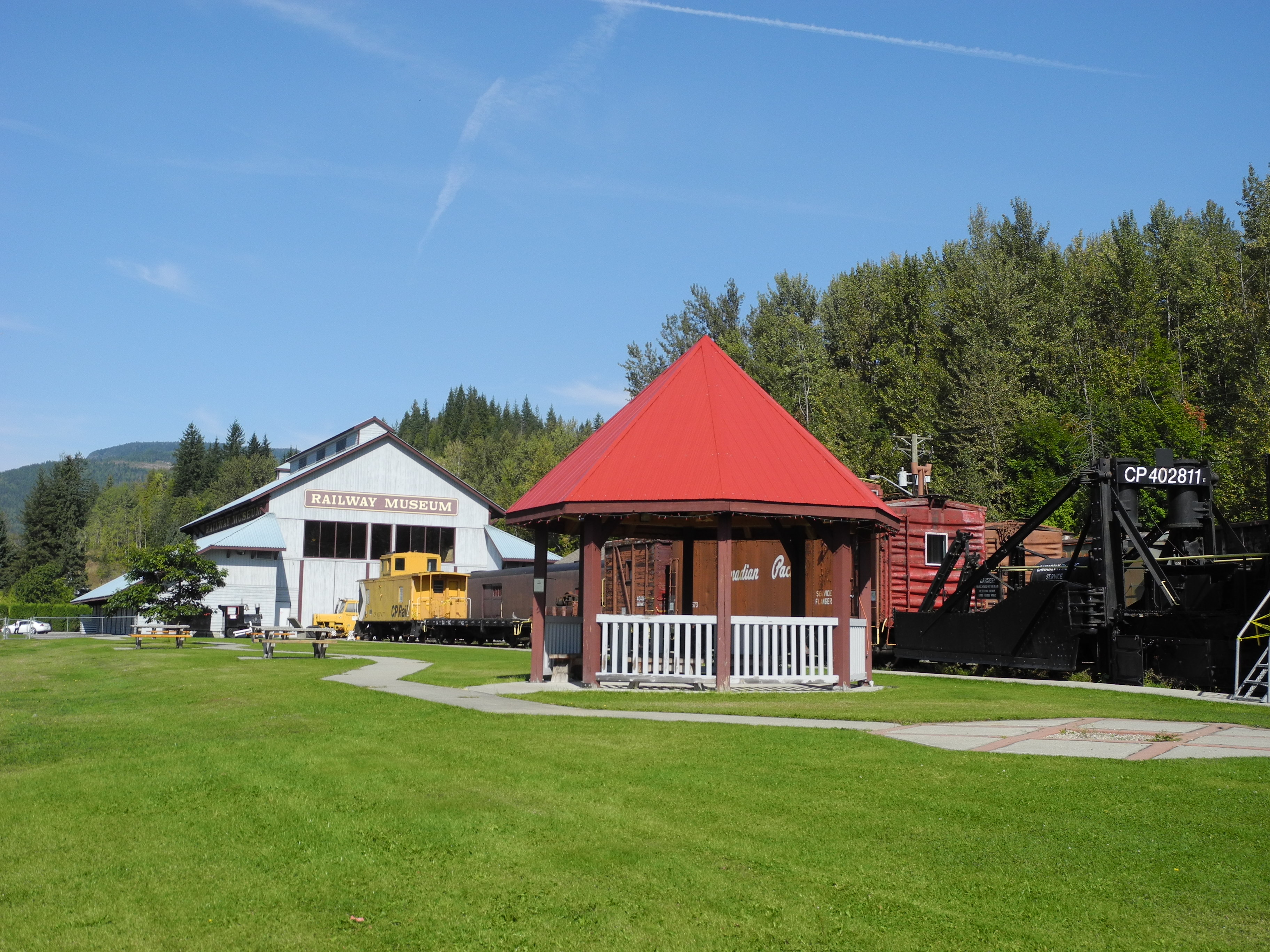
Extérieur du musée ferroviaire de Revelstoke.
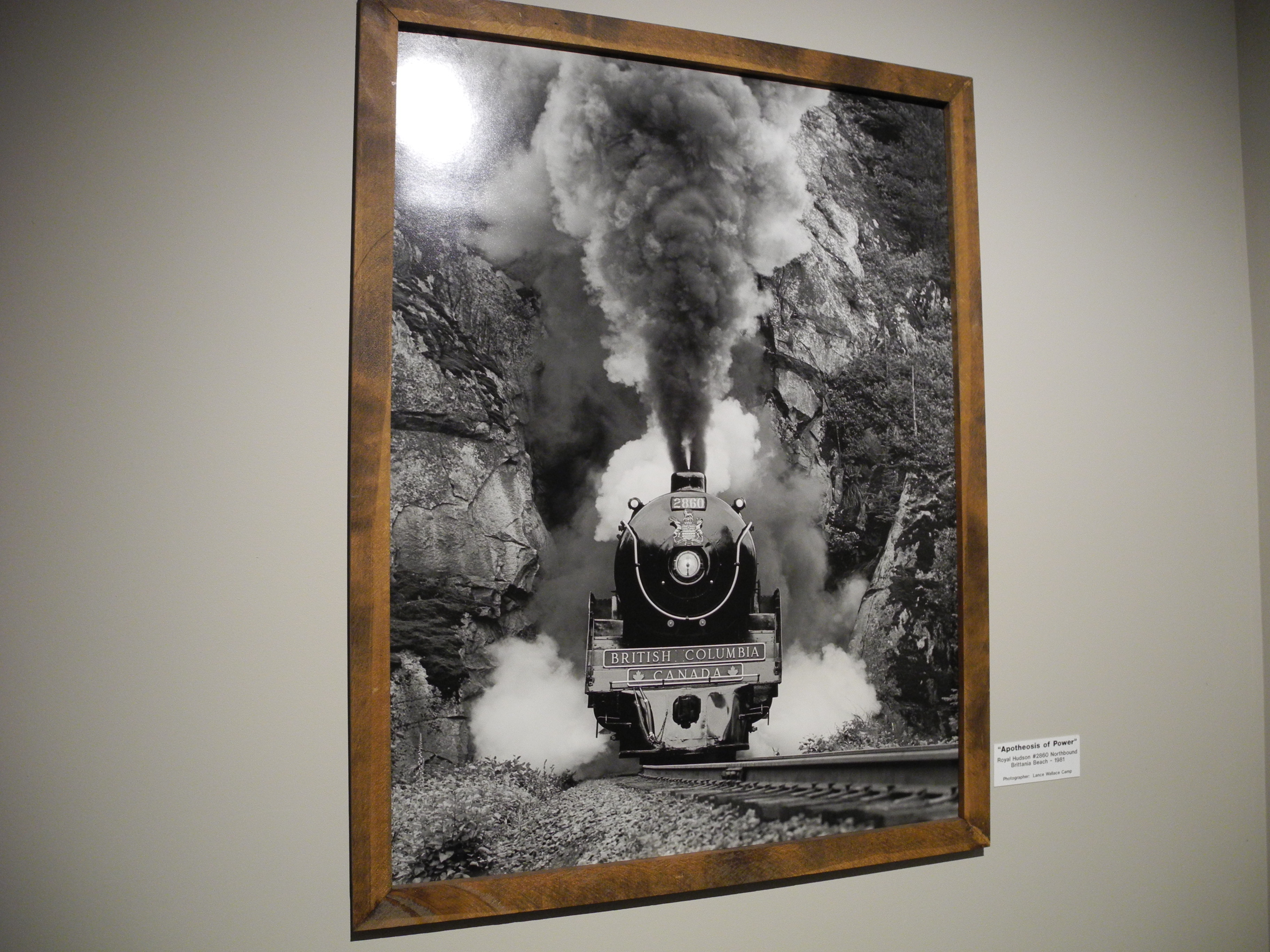
Affiche publicitaire du Canadien Pacifique.